# Розарио Крочета
Розарио Крочета (на италиански: Rosario Crocetta) е италиански политик от Демократическата партия (до 2008 година – от Партията на италианските комунисти). От 2009 година е депутат в Европейския парламент, а от 29 октомври 2012 година – президент на Сицилия.

## Биография
Крочета е роден на 8 февруари 1951 година в Джела, Сицилия. През 80-те години става член на Италианската комунистическа партия, а след нейното разпускане участва последователно в Партията на комунистическото преосноваване и Партията на италианските комунисти. През 2003 година е избран за кмет на родния си град, ставайки първият открито хомосексуален кмет в Италия. През следващите години става известен с активното си противопоставяне на мафията и са организирани няколко опита за убийството му.
През 2008 година Розарио Крочета преминава към Демократическата партия и през следващата година е избран за депутат в Европейския парламент. През октомври 2012 година е избран за президент на Сицилия начело на коалиция на Демократическата партия и Съюза на християндемократите и центъра.